# Картинна галерия за деца и юноши
„Картѝнна галѐрия за деца̀ и ю̀ноши“ е българско детско списание за художествено възпитание. Излиза в София в периода 1905 – 1916 и 1920 – 1925 г. Редактор е Георги Палашев.
В списанието се поместват български и преводни, най-често руски класически литературни творби – приказки, басни, пътеписи, исторически разкази, стихотворения, биографии. Списанието е с хуманитарна и патриотична насоченост. Публикувани са оригинални снимки от Балканската война и от Първата световна война, както и черно-бели репродукции на западни и руски графици. Има широко разпространение и се ползва с голям престиж.
Сътрудници на списанието са Иван Вазов, Елин Пелин, Ран Босилек, Стоян Чилингиров, Тодор Янков.
По случай 15-годишнината от смъртта на основателя на списание „Картинна галерия за деца и юноши“ Георги Палашев, през декември 1938 г. е издаден единственият брой на вестник „Палашев лист“.